# Francesco Cerdonio
Francesco Cerdonio (Pola, 1905 – Genova, ...) è stato un calciatore italiano, di ruolo centrocampista.

## Carriera
Ha giocato per 13 stagioni consecutive nel Grion Pola, tre delle quali in Serie B, categoria in cui ha giocato 45 partite senza mai segnare.